# VfB Helmbrechts 98
Maillots
Dernière mise à jour : 9 avril 2011.
Le VfB Helmbrechts 98 est un club sportif allemand localisé à Helmbrechts, en Haute-Franconie, en Bavière.
Le club actuel est une refondation faisant suite à la faillite du club initial en 1998.
Actuellement, le cercle dispose, entre autres, de sections de Football, de Gymnastique et de Volley-ball.

## Histoire
Les racines du club remonté à l’année 1921.
La période la plus glorieuse du VfB Helmbrechts se déroula durant les années 1950. En 1955, le club fut vicre champion de la 1. Amateurliga Bayern derrière le FC Penzberg. Lors du tour final, le VfB Helmbrechts remporta son groupe devant le Borussia Fulda et le Amiticia Viernheim. Grâce à cela, il monta en 2. Oberliga Süd, une ligue qui à cette époque était située au 2e niveau de la hiérarchie. 
Dans cette ligue, le VfB Helmbrechts passa quatre saisons en fond de classement, mais assura toujours son maintien. Quatrième en 1960, le club termina les trois saisons suivantes dans le milieu du tableau.
En 1963, lors de la création de la Bundesliga, la 2. Oberliga Süd fut dissoute et remplacée par la Regionalliga Süd. Le VfB Helmbrechts ne fut pas retenu pour en faire partie et retourna en Amateuliga Bayern, au 3e niveau.
Le club joua en Amateuliga Bayern de 1963 à 1971. 
En 1978 fut créée l’Oberliga Bayern  au 3e niveau de la pyramide du football allemand. Le VfB Helmbrechts y monta une première fois en 1979. Quatre ans plus tard, il se classa 18e sur 19 et redescendit. Il remonta en 1989 mais fut relégué après deux saisons.
Le cercle réintégra le 3e niveau en 1993. À la fin de la saison suivante furent instaurée les Regionalligen en tant que "Division 3". Le VfB Helmbrechts resta en Oberliga Bayern qui devenait une ligue de niveau 4 et y évolua trois saisons.
Classé dernier en 1997, le club fut condamné à descendre en Verbandsliga Bayern. Mais les saisons passées à flirter avec les plus hautes séries régionales laissèrent de traces. Endetté, le club ne put éviter la faillite.

### VfB Helmbrechts 98
Un nouveau club fut refondé sous l’appellation VfB Helmbrechts 98. Cette fois la philosophie s’orienta sur les équipes de jeunes. L’équipe Premières recommença tout en bas de l’échelle en A-Klasse Hof. Le succès fut au rendez-vous et le club progressa dans la hiérarchie.
En 2004, le VfB Helmbrechts 98 monta en Bezirksoberliga Oberfranken, une ligue à ce moment située au 7e niveau de la pyramide du football allemand.
La direction du club refusa de commettre les mêmes erreurs que par le passé. La gestion des équipes d’âge prima. Le club n’investit pas inconsidérément et en paya le prix sportif. En 2008, le VfB Helmbrechts 98 fut relégué en Bezirksliga Oberfranken Ost. Il redescendit en Kreisliga en 2009. À la fin de la saison suivante, par suite d'un barrage perdu (3-4) contre le FSV Viktoria Hof, le cercle chuta en Kreisklasse.
En 2010-2011, le VfB Helmbrechts 98 évolue en Kreis Frankenwald (de la Kreis Hof/Marktredwitz), soit au 10e niveau de la hiérarchie de la DFB.